# Siergot Sully
Siergot Sully (ur. 27 lutego 1951 w Haiti) – haitański bokser, olimpijczyk.
Wystąpił na Letnich Igrzyskach Olimpijskich 1976 w wadze lekkopółśredniej. W pojedynku 1/32 finału przegrał jednogłośnie na punkty z Ismaelem Martínezem z Portoryko.